# Noordhollandschkanaaldijk
De Noordhollandschkanaaldijk is een straat in Amsterdam-Noord.

## Straat
De straatnaam geeft exact weer wat het is, de dijk van het Noordhollandsch Kanaal, al is het maar voor een klein deel. Het 1,5 kilometer lange deel van de dijk, de westelijke oever van het kanaal, kreeg haar naam op  27 april 1933. De dijk is echter al veel ouder, het kanaal werd tussen 1819 en 1824 gegraven, maar maakte gebruik van oudere waterwegen. Dit gedeelte van het kanaal viel tot 1933 onder de gemeente Landsmeer. Amsterdam nam het gebied over. De Noordhollandschkanaaldijk begint bij de Buiksloterdraaibrug en eindigt sinds 1996 bij de Noordhollandschkanaalbrug in de rijksweg 10 en brug 1710. Die laatste ligt op de gemeentegrens (een sloot) tussen Amsterdam en Landsmeer. Ten noorden van de brug krijgt ze de naam Kanaaldijk.
De dijk lag lange tijd in onbebouwd agrarisch gebied. In de jaren zeventig bereikte de bebouwing van Banne Buiksloot (deel noordoost) de dijk, in de jaren negentig gevolgd door het deel zuidoost van die wijk.
Ten noorden van Noordhollandskanaaldijk 24 tot aan de inrit van de watersportvereniging is de dijk alleen toegankelijk voor voetgangers en fietsers (gegevens 2022).

## Gebouwen
Aan deze lange dijk staan slechts zes gebouwen; de nummering is afwijkend. Huisnummers zijn 19, 21 21a, 22, 24 en 114. Die laatste ligt zelfs niet aan de dijk, maar 200 meter ten westen daarvan in de groenstrook ten noorden van genoemde rijksweg; het is van Watersportvereniging De Oude Helling ten behoeve van dit waterrijk gebied. De gebouwen 21/21 en 22 zijn rijksmonumenten, het hoofd- en bijgebouw van molen D'Admiraal.

## Buiktuin
Langs de dijk is sinds 1975 Kinderboerderij De Buiktuin gevestigd. Deze werd op 14 mei 1975 geopend naar een initiatief van boerenfamilies om kinderen te laten zien waar hun eten vandaan kwam. Het terrein waarop het gevestigd was had destijds geen agrarische bestemming. Er was een betonfabriek gevestigd. Het terrein werd deels afgegraven en deels bedekt; oud steen en puin ligt nog onder een laag grond. De opening werd verricht door Aart Staartjes.

## Bruggen
De dijk kende sinds 1933 zelf slechts drie bruggen:
- Brug 976
- Brug 185P
- Brug 1710

Zij vallen in het niet tegenover de twee moderne verkeersbruggen over kanaal en dijk:
- Brug 970, daar waar de IJdoornlaan het kanaal overbrugt
- Noordhollandschkanaalbrug, daar waar rijksweg 10 het kanaal overbrugt.

### Brug 976
Brug 976 was een brug in de Noordhollandschkanaaldijk over een afwateringstocht in Buiksloot. Het was een brug grotendeels opgetrokken in hout. Onder andere fotograaf Jacobus van Eck legde het bruggetje vast. De brug is tussen 1976 en 1990 gesloopt.

### Brug 185P
Een restant uit het verleden is brug 185P, tot de jaren zeventig een bruggetje over een sloot en sinds die tijd een bruggetje over een waterweg naar de ringsloot op Banne Buiksloot. Het is een eenvoudige brug opgetrokken op bakstenen landhoofden met een betonnen plaat daartussen; ook de balustraden zijn eenvoudig gehouden.

## Afbeeldingen

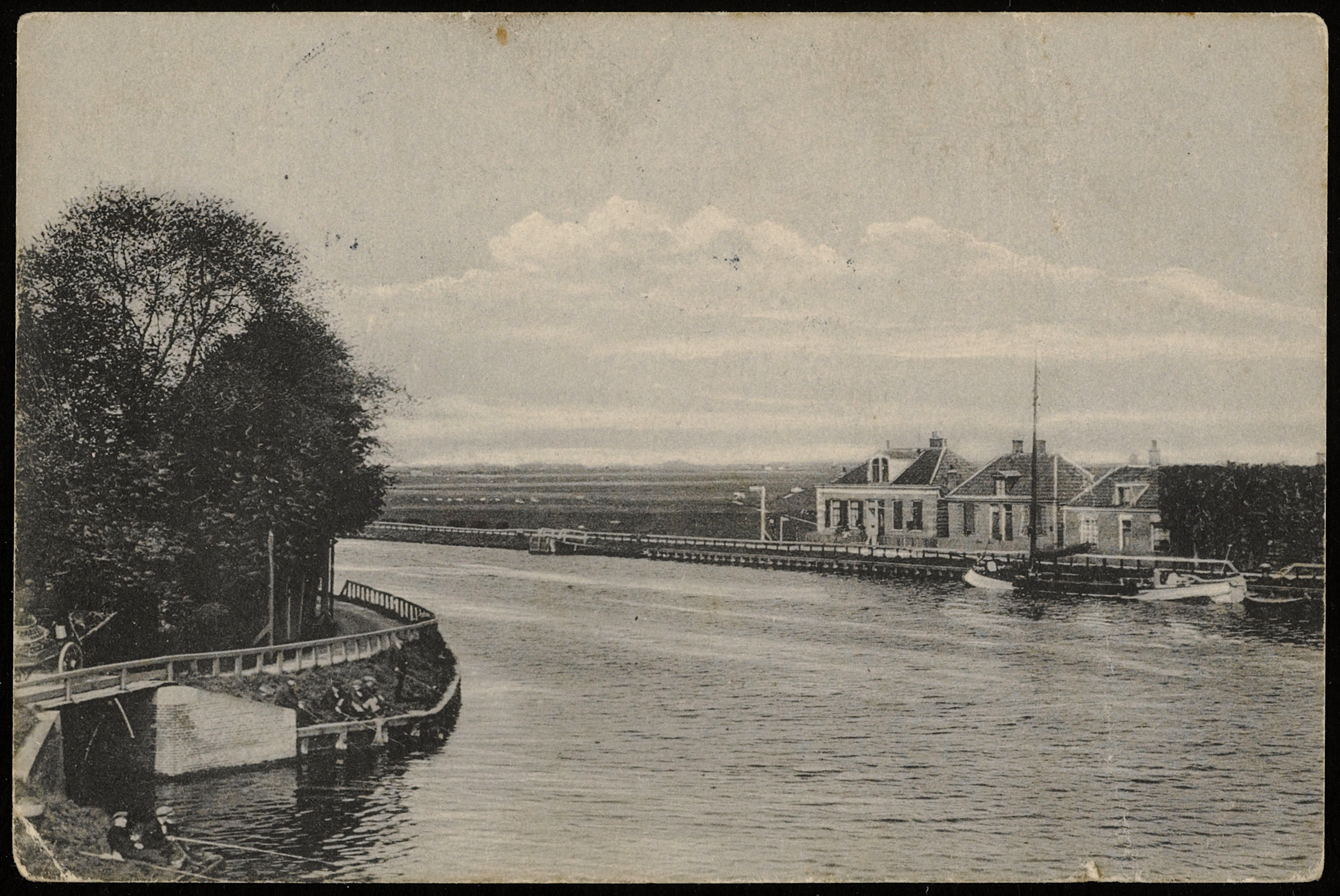
Links brug 976 (1916)
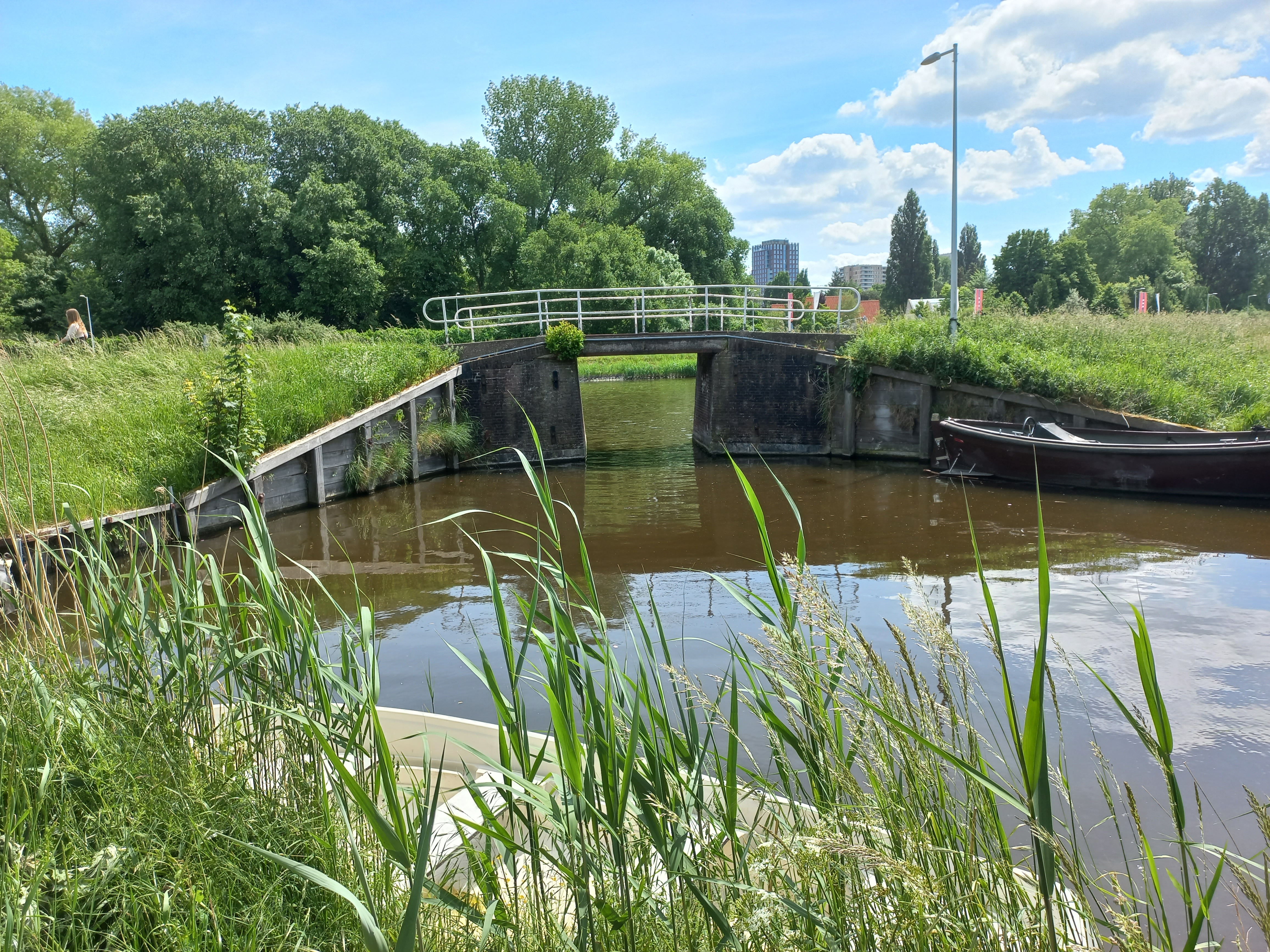
Brug 185P in mei 2022-08-10
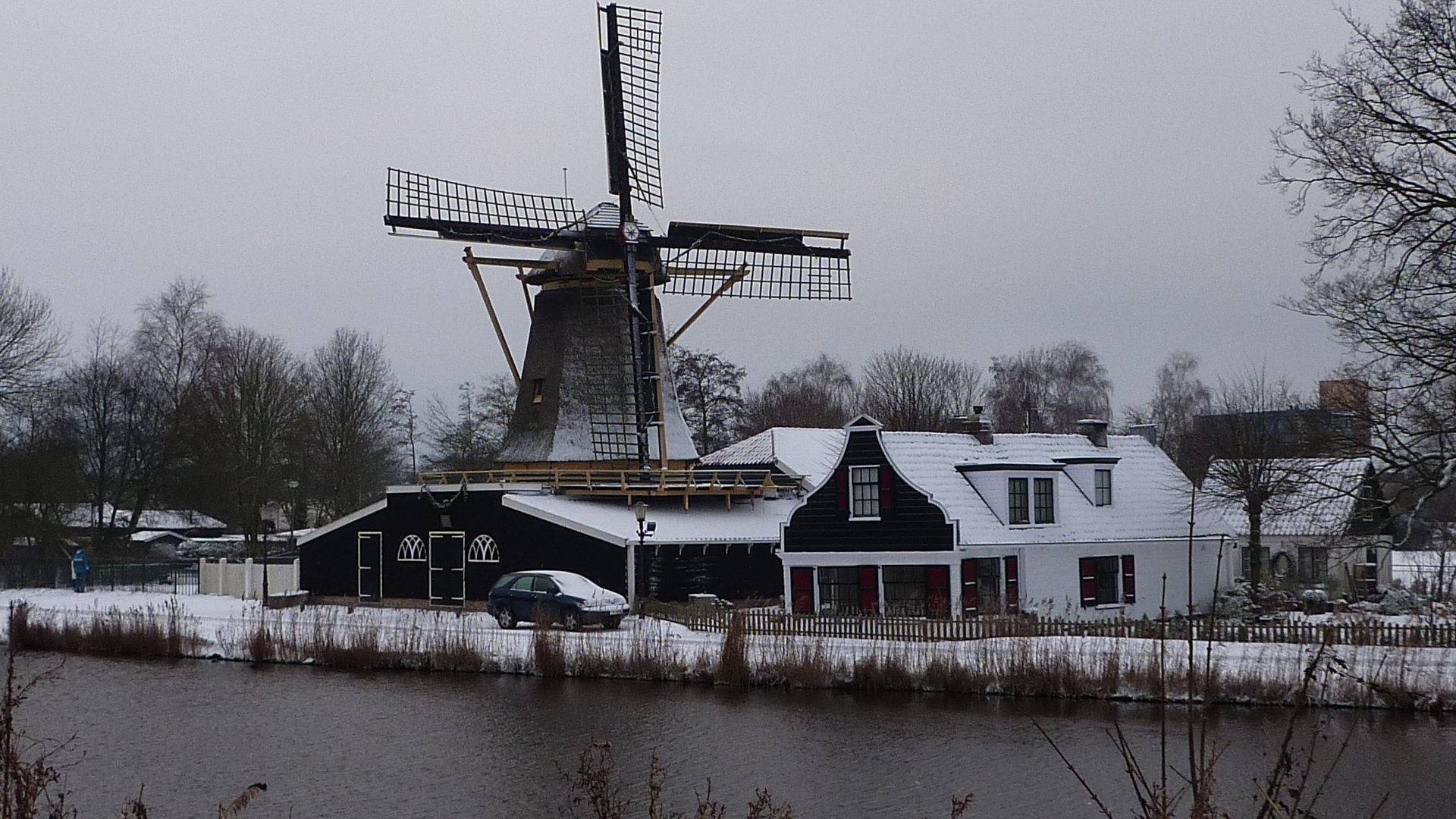
Krijtmolen D’Admiraal met kanaal en dijk in 2009